# Agrodiaetus eriwanensis
Agrodiaetus eriwanensis är en fjärilsart som beskrevs av Forster 1960. Agrodiaetus eriwanensis ingår i släktet Agrodiaetus och familjen juvelvingar. Inga underarter finns listade i Catalogue of Life.